# 雲仙市立瑞穂中学校
雲仙市立瑞穂中学校（うんぜんしりつ みずほちゅうがっこう）は、長崎県雲仙市瑞穂町西郷辛にある公立中学校。

## 概要
歴史
1947年（昭和22年）の学制改革の際に新制中学校として創立された「西郷中学校」と「大正中学校」の2校が統合されて、1959年（昭和34年）に「瑞穂村立瑞穂中学校」となった。2014年（平成26年）に創立55周年を迎えた。
学校教育目標
「ふるさとを愛し、心豊かでたくましく生きる生徒の育成」
校章
左右の稲穂の根元をリボンで結んだ絵を背景にして中央に「中」の文字を置いている。
校歌
作詞は島内八郎、作曲は木野普見雄による。歌詞は3番まであり、各番に校名の「瑞穂中学」が登場する。
校区
雲仙市瑞穂地区（旧・瑞穂町）全域。小学校区は雲仙市立西郷小学校、雲仙市立岩戸小学校、雲仙市立大正小学校。

## 沿革
前史（旧・西郷中学校）
- 1947年（昭和22年）4月1日 - 学制改革（六・三制の実施）が行われる。
  - 西郷村国民学校の初等科が改組され、西郷村立西郷小学校となる。
  - 西郷村国民学校の高等科が青年学校の普通科とともに改組され、新制中学校「西郷村立西郷中学校」が発足。
- 1956年（昭和31年）9月25日 - 西郷村と大正村が合併して「瑞穂村」が発足。これに伴い「瑞穂村立西郷中学校」に改称。
- 1959年（昭和34年）3月31日 - 瑞穂村立大正中学校との統合により閉校。

前史（旧・大正中学校）
- 1947年（昭和22年）4月1日 - 学制改革（六・三制の実施）が行われる。
  - 大正村国民学校の初等科が改組され、大正村立大正小学校となる。
  - 大正村国民学校の高等科が青年学校の普通科とともに改組され、新制中学校「大正村立大正中学校」が発足。
- 1956年（昭和31年）9月25日 - 大正村と西郷村が合併して「瑞穂村」が発足。これに伴い「瑞穂村立大正中学校」に改称。
- 1959年（昭和34年）3月31日 - 瑞穂村立西郷中学校との統合により閉校。

統合・瑞穂中学校
- 1959年（昭和34年）4月1日 - 村立の中学校2校（西郷・大正）が統合され、「瑞穂村立瑞穂中学校」が開校。
- 1969年（昭和44年）4月1日 - 瑞穂町の発足により「瑞穂町立瑞穂中学校」に改称。
- 1988年（昭和63年）11月 - パソコンを導入。
- 1989年（平成元年）3月 - 女子ソフトボール部、全国大会に出場。
- 1993年（平成5年）2月 - 島根県邑智郡瑞穂町（現・邑南町）へのスキー研修旅行を開始。
- 2005年（平成17年）10月11日 - 雲仙市の発足により、「雲仙市立瑞穂中学校」（現校名）に改称。

## 交通アクセス
最寄りの鉄道駅
- 島原鉄道線「西郷駅」

最寄りのバス停
- 島鉄バス「日守」バス停

最寄りの国道
- 国道251号（島原街道）

## 周辺
- 雲仙市商工会 瑞穂支所
- JA島原雲仙西郷支店